# 가평 (전조)
가평(嘉平)은 중국 전조(前趙) 소무제(昭武帝)의 두 번째 연호이다. 311년 6월에서 315년 2월까지 3년 9개월 동안 사용하였다.
같은 시기에 사용된 다른 연호로는 서진(西晉)에서 사용한 영가(永嘉 : 307년 ~ 313년), 건흥(建興 :313년 ~ 317년), 성한(成漢)에서 사용한 옥형(玉衡 : 310년 ~ 334년)이 있다.

## 개원
광흥(光興) 2년 6월 21일(311년 7월 23일)에 가평(嘉平)으로 개원함.

## 연대대조표
| 가평                | 원년            | 2년        | 3년                 | 4년        | 5년        |
| 서력                | 311년           | 312년      | 313년               | 314년      | 315년      |
| 육십간지 (六十干支) | 신미(辛未)      | 임신(壬申) | 계유(癸酉)          | 갑술(甲戌) | 을해(乙亥) |
| 서진 (西晉)         | 영가(永嘉) 5년  | 6년        | 7년 건흥(建興) 원년 | 2년        | 3년        |
| 성한 (成漢)         | 옥형(玉衡) 원년 | 2년        | 3년                 | 4년        | 5년        |

## 같이 보기
- 다른 왕조의 같은 연호
  - 조위(曺魏) 가평(249년 ~ 254년)
  - 남량(南凉) 가평(408년 ~ 414년)
- 중국의 연호